# 香港早晨
《香港早晨》（英語：Good Morning Hong Kong，縮寫：GMHK），香港電視廣播有限公司新聞及資訊部製作的新聞資訊節目，逢星期一至六早上於旗下頻道翡翠台及無綫新聞台播出，亦是無綫新聞台唯一與翡翠台聯播的新聞資訊節目。
香港其他電視台同類節目有HOY資訊台的《Cable早晨》、Now TV及ViuTV的《Now早晨》（ViuTV稱為《早晨新聞》）。

## 節目歷史

### 早期（1968年-1970年）
實際上無綫電視的早晨新聞由1968年11月4日早上7時30分開始，當時節目名為《報曉雅集》，節目形式類似清談節目時期的《香港早晨》，中間加插新聞報道環節，並由新聞部編輯何鉅華、朱維德、許冠文和陳鳳蓮等主持，直到1970年5月29日停播。而主要對手麗的電視在1976年4月19日開始，已經在7時播放即時《世界新聞》節目，當時的主持為蕭若元（蕭霸）。故此無綫電視在1976年4月19日起星期一至六07:30-08:30播放《清晨新聞報道》，主播為莊文清，但到1977年2月26日便停播，而麗的《世界新聞》播至1984年3月31日。

### 清談節目時期（1981年9月7日至1993年8月14日）
由1981年9月7日星期一起，《香港早晨》每逢星期一至六07:00（後來改為06:45-06:50）播出，當時是一個清談加上新聞節目，節目初期由資訊及文教組製作，由葉特生、譚偉華、李嘉麗，及其後才加入的陳尚來、徐偉霖、楊瑞麟、潘宗明（移居多倫多）、陳啟泰（1988-1993年的曾擔任主持新聞報道節目，現已離開）、洪朝豐（移民法國巴黎）、李有毅、余文詩、黃媛筠、潘芳芳、黎芷珊、吳潔梅（移居美國）、祝文君（已殁）、鄧梓峰、周嘉儀以及移居加拿大溫哥華並在加拿大中文電台擔任唱片騎師的盧玉鳳等主持，當中在加上了07:00、08:00有詳盡新聞，而再加上了07:45、08:45有新聞簡報，常任主播為徐忠明、許友明、馮德雄、何富豪、郭倩雯、黃慶州、許方輝、梁潔娥。資深傳媒人陳圖安是《香港早晨》節目的「開國功臣」之一。
1991年初，亞洲電視留意到市民因海灣戰爭而對早晨新聞節目有高度需求，將原來的清談式節目《晨早直播室》改由新聞部負責製作（即後來的《亞洲早晨》），使無綫收視率大跌。為此無綫遂於1992年11月16日起在07:30-08:30的時段全數由新聞及資訊部負責；其後反應良好，更計劃在一小時內增加財經、專題等資訊性節目，惟因時間不足而擱置。無綫高層再急忙變陣，與新聞及資訊部商量能否負責2小時之節目，該部門一口答應；因此將《香港早晨》改由新聞及資訊部（前稱新聞及公共事務部）負責，並在1993年8月16日起全面革新，改為新聞資訊節目（每半小時報道新聞一次）以保持收視率，同時把原來一直沿用了12年的主題音樂改成現在仍沿用中的〈Golden Challenge〉。清談節目的《香港早晨》部份主持轉往婦女節目《都市閒情》（即現在的《流行都市》）。

### 片頭
- 1986年-1989年：片頭主題：香港日出及早晨生活
  - 首先出現香港的日出片段，香港人早晨生活片段，再出現香港的大廈及建築物生活片段，最後出現從太平山俯瞰香港景色的背景及藍白色香港早晨字體顏色。
- 1988年-1993年：片頭主題：香港早晨生活
  - 首先出現香港人早晨生活片段，再出現香港的大廈及建築物生活片段，最後出現從上空俯瞰油麻地避風塘一帶的背景及藍白色香港早晨字體顏色。
- 1993年-1995年：片頭主題：香港建築物及大廈
  - 首先出現香港的大廈及建築物，最後出現黑灰色背景及白色香港早晨字體顔色。而且也有無線新聞部攝製隊。
- 1995年-2000年：片頭主題：香港建築物及大廈
  - 首先出現香港的大廈及建築物，最後出現灰色背景及黑色香港早晨字體顔色。而且也有無線新聞部攝製隊。
- 2000年-2003年：片頭主題：香港市民生活狀況
  - 首先出現香港人的點滴的生活，再出現香港的大廈及建築物生活片段，淺綠色背景及灰色香港早晨字體顏色。
- 2003年-2006年：片頭主題：香港早晨生活
  - 首先出現香港人早晨生活片段，再出現香港的大廈及建築物生活片段，淺綠色背景及灰色香港早晨字體顏色。
- 2006年-2008年：片頭主題：香港日出及早晨生活
  - 首先出現香港的日出片段，香港人早晨生活片段，再出現香港的大廈及建築物生活片段，淺綠色背景及灰色香港早晨字體顏色。
- 2008年-2009年：片頭主題：彩色的早晨
  - 開播以來首次出現卡通版片頭。
  - 首先出現卡通版青馬大橋，然後穿越青馬大橋，高望天空先後出現太陽和🌈彩虹，最後出現天空、大橋、太陽和彩虹及淺藍色，背景和深藍色香港早晨字體顔色。
- 2009年-2016年：片頭主題：海洋上的建築物
  - 首次以高清方式製作片頭
  - 首先出現真實的青馬大橋，再出現大橋旁邊的海洋和船隻，最後（上方）出現海洋和青馬大橋，下方出現淺黃及藍混合色背景及（右下方）淺黃及藍混合色香港早晨字體顏色。
- 2016年-2023年：片頭主題：香港的交通，上班與上課生活
  - 片頭是繼2006年後再次出現香港市民的早晨生活
  - 首先中間出現香港人早上上班、上學及乘坐交通工具的視窗片段，視窗以綠色為邊界，視窗周邊出現深黃色背景，再出現深黃色背景及深綠色字體，最後以多重長方格進入新聞直播室。

### 直播室廠景
- 1981年-1993年：攝影棚以家居環境設計，為清談環節所使用；07:00、07:45、08:00、08:45（1992年11月16日至1993年8月14日為07:00、07:30-08:30）為新聞報道時段，沿用新聞報道廠景。
- 1993年-1995年：攝影棚設茶枱及梳化，同廠一旁設有桌面電腦，螢幕顯示財經資訊，為財經主播報道財經新聞時使用。
- 1995年-2003年：內設主播枱、椅子及一個大電視屏幕，是首次採用專業新聞直播室，以大電視屏幕顯示片頭為主播室背景。
- 2003年-2006年：內設主播枱、椅子及一個大電視屏幕，以香港建築物為主播室背景，是首次搬遷將軍澳電視城。
- 2006年-2009年：內設主播枱、椅子及一個大電視屏幕，以白色格子牆為背景為主播室背景。
- 2009年-2014年：內設主播枱、椅子及一個大電視屏幕，以粉紅色格子牆為背景為主播室背景。
- 2014年至今：內設主播枱、椅子及一個大電視屏幕，純綠色牆為背景為主播室背景。

## 播放時間
| 日子       | 時間        | 頻道               |
| ---------- | ----------- | ------------------ |
| 星期一至六 | 06:00-09:00 | 翡翠台、無綫新聞台 |

2021年10月31日星期日香港早晨結束，改成晨早新聞

## 音樂
自1993年8月16日《香港早晨》改革為全面新聞節目後，一直沿用由美國作曲家Jamie Kaleth所創作的《Golden Challenge》，該曲收錄於1989年由英國獨立唱片公司Focus Music Library（2005年更名為Focus Music，並已於2015年由環球音樂集團收購）發行的專輯《The Champions》。